# Valle del Zalabí
Valle del Zalabí è un comune spagnolo di 2 366 abitanti situato nella comunità autonoma dell'Andalusia.